# Soko (Pekalongan Selatan)
Soko is een bestuurslaag in het regentschap Pekalongan van de provincie Midden-Java, Indonesië. Soko telt 2529 inwoners (volkstelling 2010).